# Juana Aranguren Rica
Juana Aranguren Rica (Bilbao, 1952) es una abogada especialista en la defensa de los derechos de las mujeres, en temas de familia y de violencia sexista, candidata a la alcaldía del ayuntamiento de San Sebastián con la plataforma de mujeres Plazandreok.

## Biografía
Juana Aranguren Rica nació en Bilbao en 1952. Vive en San Sebastián desde que terminó la carrera de Derecho en la Universidad del País Vasco en 1978.
En 2004 realizó una formación en Especialista Universitaria en Mediación familiar por la UPV/EHU.              

### Trayectoria profesional
Desde 1978 se dedica al ejercicio de la abogacía como especialista en la defensa de los derechos de las mujeres en temas de familia y de violencia sexista. En el año 1991 trabajó en Emakunde como Jefa de la Asesoría Jurídica de Emakunde/Instituto Vasco de la Mujer. Desde 2004 es también mediadora familiar.

### Trayectoria activista (feminista y política)
Comenzó su activismo feminista en los años 80 en la Asamblea de Mujeres de Donostia y en el Grupo feminista Independiente de Donostia. En 1995 fue cofundadora de la plataforma de mujeres Plazandreok. Fue candidata en 1995, 1999 y 2011 a la Alcaldía del Ayuntamiento de San Sebastián como cabeza de lista de Plazandreok.  
Desde 1997 es impulsora y dinamizadora del Foro "Las Mujeres y la Ciudad" que pretende incorporar el punto de vista de género en la planificación urbanística de la ciudad de San Sebastián. 
Es socia de la Asociación de mujeres juristas Themis. Desde 2011 es Presidenta de la Asociación Casa de las Mujeres de Donostia. Y desde 2014 es miembra de GUNEA, Consejo Foral de Igualdad de Guipúzcoa.

### Trayectoria académica
En 2001 fue profesora de un curso de Derecho y Género en el Programa Formación en Igualdad de Oportunidades para las mujeres impartido en la Universidad Pública de Navarra sobre Legislación que afecta a las mujeres. Desde 2002 es profesora en el Máster en Igualdad de Mujeres y Hombres de la Universidad del País Vasco.

## Obra
- "Intervención de Emakunde en los procesos seguidos por discriminación laboral por razón de sexo" en Jornadas Perspectiva Jurídica y Social de la Discriminación Laboral por Razón de Sexo (1993, Vitoria).[15]
- Coautora del trabajo para incorporar la perspectiva de género al Plan Especial De Ciudad Jardin de Loyola (Donostia) en 2014.[16]
- "Feminismo. 8M: el día que paramos el mundo" en Galde, n.º 21, 2018.[17]